# KY빌딩
KY빌딩(영어: KY Building)은 대한민국 서울특별시 용산구 한강로3가에 위치한 업무 단지이다.